# Parasalenia
Parasalenia is een geslacht van zee-egels uit de familie Parasaleniidae.

## Soorten
- Parasalenia gratiosa A. Agassiz, 1863
- Parasalenia marianae Cooke, 1957 †
- Parasalenia poehlii Pfeffer, 1887